# Ronald Stretton
Ronald Stretton, né le 13 février 1930 à Epsom et mort le 12 novembre 2012 à Toronto au Canada, est un coureur cycliste britannique. Il est notamment médaillé de bronze de la poursuite par équipes aux Jeux olympiques d'été de 1952, à Helsinki, avec Donald Burgess, George Newberry et Alan Newton.

## Palmarès

### Jeux olympiques
- Helsinki 1952
  -  Médaillé de bronze de la poursuite par équipes

### Championnats nationaux
- 1950
  -  Champion de Grande-Bretagne de poursuite par équipes
- 1953
  -  Champion de Grande-Bretagne de poursuite par équipes